# Plebiscito del programa del 30 de marzo en Egipto de 1968
Un plebiscito sobre el programa del 30 de marzo fue realizado en Egipto (República Árabe Unida) el 2 de mayo de 1968. Fue aprobado con el 100% de los votantes, con sólo 798 en contra. La participación de los votantes fue de un 98,2%.

## Resultados
| Propuesta (alternativa)  | Votos     | %    |
| ------------------------ | --------- | ---- |
| Voto «A favor»           | 7.315.734 | 100% |
| Voto «En contra»         | 798       | 0,0% |
| Voto inválidos/en blanco | 887       |      |
| Total votos emitidos     | 7.317.419 | 100% |